# Jiratchapong Srisang
Jiratchapong Srisang (จิรัชพงศ์ ศรีแสง; nascido em 9 de março de 1997), conhecido pelo apelido de Force (ฟอส) é um ator, cantor e modelo tailandês. Ele é mais conhecido por seus papéis em Enchanté (2022), A Boss and a Babe (2023) e Only Friends (2023).

## Início da vida e educação
Force nasceu em 9 de março de 1997 na Tailândia. Ele é amigo de infância do ator Bright Vachirawit. Enquanto estava no jardim de infância conheceu Book Kasidet. Em 2019, Force completou sua graduação em Marketing Digital na Universidade Rangsit.

## Carreira
Em 2017, ele fez sua estreia como ator na televisão como Mark, o personagem principal na série Noir.
Em 2022, Force foi contratado como artista pela agência de produção e talentos GMMTV. Nesse mesmo ano, ele conseguiu o papel principal de Akk na série Enchanté ao lado de Book Kasidet Plookphol. Force e Book rapidamente se tornaram populares como "ForceBook", um dos chamados "casais estabelecidos" da GMMTV, ou atores que frequentemente aparecem juntos em séries românticas e, adicionalmente, participam de shows, fanmeetings, eventos promocionais e entrevistas juntos.
Em 2023, Force estrelou as séries A Boss and a Babe, Our Skyy 2 e Only Friends, ao lado de Book.

## Filmografia

### Séries de televisão
| Ano  | Título                 | Personagem   | Notas           | Canal |
| ---- | ---------------------- | ------------ | --------------- | ----- |
| 2017 | Noir                   | Mark         | Papel principal |       |
| 2022 | Enchanté               | Akk          | Papel principal | GMMTV |
| 2022 | Vice Versa             | Noivo        | Papel convidado | GMMTV |
| 2023 | A Boss and a Babe      | Gun Gungawin | Papel principal | GMMTV |
| 2023 | Our Skyy 2             | Gun Gungawin | Papel principal | GMMTV |
| 2023 | Only Friends           | Top Tanin    | Papel principal | GMMTV |
| 2024 | Only Boo!              |              | Papel convidado | GMMTV |
| 2024 | Peaceful Property      | Phoom        | Papel convidado | GMMTV |
| 2024 | Perfect 10 Liners      | Arc          | Papel principal | GMMTV |
| TBA  | Scarlet Heart Thailand |              | Papel principal | GMMTV |
| TBA  | Melody of Secrets      | Tan          | Papel principal | GMMTV |